# Сказки на ночь (фильм, 2008)
«Сказки на ночь» (англ. Bedtime Stories) — американский семейный комедийный фильм с элементами фэнтези режиссёра Адама Шенкмана, вышедший на экраны в декабре 2008 года.

## Сюжет
Отец Скитера Бронсона (Марти Бронсон) владел небольшой семейной гостиницей, но был вынужден продать её за долги бизнесмену Барри Ноттингему; при этом Барри пообещал Бронсону сделать его сына Скитера управляющим отеля, который он запланировал построить на месте гостиницы. Однако после открытия отеля Скитер оказался в нём не управляющим, а разнорабочим, а управляющим Ноттингем сделал Кендалла Дункана, своего будущего зятя. Однажды сестра Скитера, Венди, попросила брата присмотреть за своими детьми (сыном Патриком и дочкой Бобби) и морской свинкой Плаксиком. Но дети привыкли засыпать под мамины сказки и Скитеру пришлось каждые 4 дня сочинять детям сказки и рассказывать их. Первая сказка была о самом Скитере, но с другим именем и о его грустной работе.
Жил-был в Средневековье простолюдин Чини-Латай (Скитер). Был он добрым и честным. Но доброта и честность в Средневековье мало ценились, а потому никто не уважал Чини-Латая. Все ценили вруна и хитреца Задоцелуя (Кендалл). Однажды Король (Барри Ноттингем) сделал первым рыцарем и своим помощником Задоцелуя, а не Чини-Латая, как обещал его отцу — лорду Марти. А Чини-Латай переселился жить в старый и рваный кед и его съели крокодилы из омута.
Патрик и Бобби говорят, что эта сказка грустная, а Скитер отвечает им, что счастливых концов не бывает. Но происходит чудо: события сказки, рассказанной детям на ночь, начали сбываться на следующий день в жизни самого Скитера…

## В ролях
| Актёр                | Роль |
| -------------------- | --- |
| Адам Сэндлер         | Скитер Бронсон / Йеремия Скитс / сэр Чини-Латай / Скитеркус / Скитеро Броньсоньо разнорабочий, фермер, простолюдин, циркач, пилот                                                                                 |
| Кери Расселл         | Джилл Хастингс / училка-русалка / птица / Джильям подруга Венди, учительница-русалочка, злая ворона, королева фей                                                                                                 |
| Гай Пирс             | Кендалл Дункан / Задоцелуй / Кендалус / Кендало конкурент Скитера, подлец из Средневековья, грек, пилот |
| Рассел Брэнд         | Микки / Бабах / сатирик-козёл / Микки-пук-Верный друг лучший друг Скитера, официант, монах, сатир-грек, робот |
| Ричард Гриффитс      | Бэрри Ноттингем / Король / Сенатор / Космокороль босс Скитера / король Средневековья / правитель Греции / король Галактики                                                                                        |
| Тереза Палмер        | Вайолетт Ноттингем / Модница / миссис Девенпорт / принцесса Греции / принцесса Галактики дочь Барри и девушка Кендалла, принцесса Средневековья, богатая миссис, дочка правителя Греции, дочь правителя Галактики |
| Люси Лоулесс         | Аспен / Дама / Греческая придворная / Косможучок партнёр Кендалла, придворная короля Средневековья, придворная правителя Греции, помощница Кендало                                                                |
| Кортни Кокс          | Венди Бронсон старшая сестра Скитера |
| Джонатан Морган Хейт | Патрик / мистер Вонючка / Греческий принц / КосмоПатрико племянник Скитера, паж, принц Греции, Космический житель                                                                                                 |
| Лора Энн Кеслинг     | Бобби / миссис Колючка / Греческая принцесса / КосмоБоббио племянница Скитера, паж, принцесса Греции, Космическая жительница                                                                                      |
| Джонатан Прайс       | Марти Бронсон / Лорд Марти отец Скитера и Венди, лорд |
| Ник Свардсон         | инженер |
| Кэтрин Джустен       | миссис Диксон |
| Аллен Коверт         | парень на Феррари |
| Кармен Электра       | горячая девушка |
| Айша Тайлер          | Донна Хайнд / Доннакус школьная подруга Скитера, школьная подруга Скитеркуса |
| Роб Шнайдер          | вор-бродяга / Беглый Рот, индеец в сказке |
| Пол Дули             | продавец хот-догов |
| Хизер Моррис         | танцующая кошка |

## Прокат
Фильм вышел в прокат в Бельгии, Египте и Франции 24 декабря 2008 года, в России и на Украине — 1 января 2009 года, в Исландии, Панаме и Румынии — 16 января 2009 года.